# Strategia del ragno
Strategia del ragno è un film per la televisione del 1970 diretto da Bernardo Bertolucci. 
Liberamente ispirato al racconto di Jorge Luis Borges del 1944 Tema del traditore e dell'eroe, il film racconta di un giovane che si reca nella sua città natale per investigare sul misterioso omicidio del padre, eroe della Resistenza, avvenuto in epoca fascista. Co-prodotto dalla Rai, il film fu presentato alla Mostra internazionale d'arte cinematografica di Venezia e trasmesso in televisione nell'ottobre del 1970.

## Trama
Athos Magnani è il figlio trentacinquenne di un antifascista, recante il suo stesso nome ed a lui somigliantissimo, ucciso dai fascisti nel 1936. Athos giunge alla città paterna, Tara, un desolato e sinistro paesino della bassa padana, dove è stato chiamato dall'amante del padre, Draifa, con il compito di fare luce sulle circostanze mai del tutto chiarite del suo assassinio. Tara vive nel culto dell'eroe antifascista, con una via, un monumento e un circolo culturale a lui dedicati, ma all'arrivo del figlio gli abitanti si chiudono a riccio dinnanzi alle sue ricerche, palesandogli anche una certa ostilità per la sua stessa presenza.
Il giovane scopre, dai tre amici del padre, che Athos assieme a loro aveva pianificato un attentato a Benito Mussolini, che doveva venire al paese per inaugurare il teatro cittadino durante l'opera Rigoletto. Qualcuno però fece una soffiata, e il duce non si recò più a Tara, mandando in aria i piani. Da parte di Draifa, invece, Athos scopre che il padre, già sposato con sua madre, non riusciva a decidere tra la moglie e l'amante. Di Athos Magnani, esce allora un ritratto controverso ed ambiguo, che confonde le indagini del figlio. 
Al teatro, il proprietario terriero del posto e vecchio fascista nemico del padre, dichiara di non essere l'autore dell'omicidio. Più tardi, uno degli amici del padre gli rivela che la sera dell'omicidio, Draifa non era a Tara. Circondato dagli amici del padre, Athos fugge e si reca da Draifa, che afferma che la sera del delitto si trovava Mantova, per volere dello stesso Athos. Il giovane, deciso ad andarsene e dimenticare, conclude che furono gli amici del padre a fare la soffiata ai carabinieri e, una volta che Athos lo scoprì, lo uccisero. 
Alla stazione però, sentendo le note del Rigoletto, Athos ritorna al paese e giunge in teatro. Qui capisce la verità: il padre tradì per paura e chiese agli amici di ucciderlo, in modo che la sua morte destasse l'antifascismo nel paese. Ad un discorso commemorativo sul padre, Athos non dice la verità e torna in stazione. Però, le rotaie sono coperte d'erba: nessun treno è passato per molto da Tara.

## Produzione
Le riprese sono state effettuate nell'estate del 1969. Le tavole dei titoli di testa sono del pittore Antonio Ligabue. Le scene ambientate a Tara, il paesino immaginario dove si svolge gran parte del film, sono state girate a Sabbioneta, Pomponesco e Brescello (stazione ferroviaria).  Le riprese del teatro sono state girate al teatro comunale Magnani di Fidenza. 
La villa dove dimora Draifa è Villa Longari Ponzone, situata a Rivarolo del Re ed Uniti.

## Distribuzione
Il film è stato presentato in anteprima il 25 agosto 1970 alla 31ª Mostra internazionale d'arte cinematografica di Venezia.
È stato trasmesso in prima serata sul canale televisivo Programma Nazionale il 25 ottobre 1970, per poi essere replicato su Secondo Programma il 30 ottobre seguente.

## Critica
... un puzzle di menzogna e verità... in linea col cinema d'autore di quegli anni... agganci psicoanalitici... Riuscito l'incrocio tra il realismo della prima parte e il surrealismo della seconda. **½

## Riconoscimenti
- 1971 - Semana Internacional de Cine de Valladolid
  - Espiga de oro